# Halictus kusdasi
Halictus kusdasi är en biart som beskrevs av Ebmer 1975. Halictus kusdasi ingår i släktet bandbin, och familjen vägbin. Inga underarter finns listade i Catalogue of Life.